# Brecljevo
Brecljevo je naselje v Občini Šmarje pri Jelšah.